# Wedge Island (ö i Australien, South Australia)
Wedge Island är en ö i Australien. Den ligger i delstaten South Australia, omkring 200 kilometer väster om delstatshuvudstaden Adelaide. Arean är 9,4 kvadratkilometer. Den sträcker sig 4,6 kilometer i nord-sydlig riktning, och 4,8 kilometer i öst-västlig riktning.